# Mecopisthes nicaeensis
Mecopisthes nicaeensis är en spindelart som först beskrevs av Simon 1884.  Mecopisthes nicaeensis ingår i släktet Mecopisthes och familjen täckvävarspindlar. Inga underarter finns listade i Catalogue of Life.